# Иванов, Алкивиад Исидорович
Алкивиад Исидорович Иванов (25 декабря 1941, Кюндяйинский наслег, Якутская АССР — 8 апреля 2005) — советский и российский спортсмен и учёный; Мастер спорта СССР по вольной борьбе, доктор медицинских наук, профессор, член Президиума АН Республики Саха (Якутия), член-корреспондент РАЕН.

## Биография
Родился 25 декабря 1941 года в Кюндяйинском наслеге Сунтарского района Якутской АССР.  
Окончив школу, в 1959 году поехал поступать в Криворожское авиационное училище гражданской авиации, но не прошёл медицинскую комиссию. Вернулся в Якутск, стал авиатехником, работал в Якутском аэропорту. Здесь увлёкся спортом и занялся вольной борьбой. 
Тренировался у заслуженного тренера Якутской АССР Николая Сафонова и заслуженного тренера РСФСР и Якутской АССР Николая Волкова. Становился пятикратным финалистом первенств СССР; чемпионом РСФСР (1964, Якутск) и IV Спартакиады народов РСФСР (1967, Ленинград); бронзовым призёром III Спартакиады народов РСФСР (1963, Горький). Был победителем V Спартакиады вузов РСФСР (1966, Махачкала) и чемпионом Центрального советов ДСО «Динамо» (1962); участником международных турниров и матчевых встреч якутских борцов с советскими и иностранными борцами. Чемпион Якутской АССР в 1966, 1969 и 1970 годах.
Оставив спорт, окончил медицинский факультет Якутского государственного университета (ныне Северо-Восточный федеральный университет). Был основателем и заведующим кафедрой госпитальной хирургии Медицинского института Якутского государственного университета, работал директором хирургической клиники Якутского национального центра медицины. В последние годы жизни являлся работал директором Якутского научного центра РАМН и Правительства Республики Саха (Якутия), был заведующим кафедрой госпитальной хирургии Якутского государственного университета.
Умер 8 апреля 2005 года.

## Память
- Именем Алкивиада Исидоровича Иванова названа открытая в 2006 году Республиканская детско-юношеская спортивная школа олимпийского резерва в Сунтарском улусе[4].
- В честь четырех чемпионов России сунтарской земли — Алкивиада Иванова, Альберта Захарова, Александра Иванова и Николая Яковлева — каждые два года проводятся республиканские турниры по вольной борьбе.
- В Северо-Восточном федеральном университете проводится открытый турнир СВФУ по вольной борьбе на призы трех первых мастеров — профессоров университета — Николая Алексеева, Николая Гоголева и Алкивиада Иванова[5].

## Заслуги и награды
- Заслуженный врач Республики Саха (Якутия) и Отличник здравоохранения Республики Саха (Якутия).
- Отличник физической культуры и спорта Республики Саха (Якутия) и Лауреат спорта XX века республики.
- Почетный гражданин Сунтарского улуса.